# Kim Kuk-young
Kim Kuk-young (* 19. April 1991 in Anyang) ist ein südkoreanischer Leichtathlet, der sich auf den Sprint spezialisiert hat.

## Sportliche Laufbahn
Erste internationale Erfahrungen sammelte Kim Kuk-young bei den Asienmeisterschaften 2009 in Guangzhou, bei denen er im 100-Meter-Lauf in der ersten Runde ausschied und mit der südkoreanischen 4-mal-100-Meter-Staffel in 39,86 s den sechsten Platz belegte. Anschließend nahm er an den Ostasienspielen in Hongkong teil und schied auch dort im Vorlauf aus.  Im Jahr darauf nahm er an den Juniorenweltmeisterschaften in Moncton teil und erreichte dort über 100 Meter das Halbfinale. Im November gelangte er bei den Asienspielen in Guangzhou ebenfalls das Halbfinale und wurde mit der Staffel im Vorlauf disqualifiziert. 2011 gelangte er bei den Asienmeisterschaften ebenfalls das Halbfinale und belegte mit der Staffel erneut Rang sechs. Daraufhin wurde er bei den Weltmeisterschaften in Daegu im Vorlauf im Einzelbewerb und mit der Staffel disqualifiziert. Auch zwei Jahre später gelangte er bei den Asienmeisterschaften in Pune nicht in das Finale und wurde diesmal Vierter mit der Staffel. Bei den Weltmeisterschaften in Moskau schied er mit der Staffel in 39,00 s in der Vorrunde aus.
2014 nahm er erneut an den Asienspielen in Incheon teil und erreichte dort das Halbfinale über 100 Meter und wurde mit der Staffel im Finale disqualifiziert. 2015 gelangte er bei den Asienmeisterschaften in Wuhan abermals ins Halbfinale und schied mit der Staffel im Vorlauf aus. Anschließend nahm er erstmals an der Sommer-Universiade in Gwangju teil und wurde über 100 Meter in 10,31 s Sechster und schied über 200 Meter und mit der Staffel in der ersten Runde aus. Über 100 Meter qualifizierte er sich für die Weltmeisterschaften in Peking, bei denen er mit 10,48 s im Vorlauf ausschied. 2016 nahm er für Südkorea an den Olympischen Spielen in Rio de Janeiro teil, scheiterte aber auch dort mit 10,37 s in der ersten Runde. Im Jahr darauf gelangte er bei den Weltmeisterschaften in London bis in das Halbfinale, in dem er mit 10,40 s ausschied.
2018 nahm er zum bereits dritten Mal an den Asienspielen in Jakarta teil, wurde dort Achter über 100 Meter sowie in 20,59 s Vierter im 200-Meter-Lauf. Zudem belegte er mit der südkoreanischen Staffel den fünften Rang. Im Jahr darauf erreichte er bei den Asienmeisterschaften in Doha in 26,22 s den sechsten Platz über 100 Meter. Zudem qualifizierte er sich mit der Staffel für das Finale, in dem sie aber nicht mehr an den Start ging. Ende September nahm er über 100 Meter an den Weltmeisterschaften, die ebenfalls in Doha stattfanden, teil und schied dort mit 10,32 s im Vorlauf aus. Anschließend gelangte er bei den Militärweltspielen in Wuhan bis in das Finale, ging dort aber nicht mehr an den Start. 2023 gelangte er bei den Hallenasienmeisterschaften in Astana über 60 Meter bis ins Halbfinale und wurde dort disqualifiziert. Im Oktober gewann er bei den Asienspielen in Hangzhou in 38,74 s gemeinsam mit Lee Jung-tae, Lee Jae-seong und Ko Seung-hwan die Bronzemedaille hinter den Teams aus der Volksrepublik China und Japan.
2011 wurde Kim Südkoreanischer Meister über 100 und 200 Meter sowie mit der 4-mal-100-Meter-Staffel. Von 2014 bis 2017 und 2019 sowie von 2021 bis 2023 erneut über 100 Meter und 2021 in der 4-mal-100-Meter-Staffel. Er absolvierte ein Studium für Sporterziehung an der Chosun University in Gwangju.

## Persönliche Bestzeiten
- 100 Meter: 10,07 s (+0,8 m/s), 27. Juni 2017 in Jeongseon (südkoreanischer Rekord)
  - 60 Meter (Halle): 6,69 s, 16. Februar 2022 in Jablonec nad Nisou (südkoreanischer Rekord)
- 200 Meter: 20,51 s (+0,3 m/s), 28. Juni 2018 in Jeongseon